# Alpjahorn
Alpjahorn är en bergstopp i Schweiz. Den ligger i distriktet Raron och kantonen Valais, i den södra delen av landet, 70 km söder om huvudstaden Bern. Toppen på Alpjahorn är 2 985 meter över havet.